# Kildare
Kildare (Cill Dara em irlandês) é uma cidade da Irlanda e é situada no condado de Kildare. Possui 8.412 habitantes (censo de 2011).